# Leskovec (gmina Slovenska Bistrica)
Leskovec – wieś w Słowenii, w gminie Slovenska Bistrica. W 2018 roku liczyła 611 mieszkańców.